# Rugulina monterosatoi
Rugulina monterosatoi is een slakkensoort uit de familie van de Pendromidae. De wetenschappelijke naam van de soort is voor het eerst geldig gepubliceerd in 1986 door van Aartsen & Bogi.